# داريوس كايزر
داريوس كايزر (بالألمانية: Darius Kaiser)‏ هو دراج ألماني، ولد في 15 أكتوبر 1961 في تيتشي في بولندا.

## وصلات خارجية
- داريوس كايزر على موقع أرشيف الدراجات (الإنجليزية)